# Georges Valensi
Pour les articles homonymes, voir Valensi (homonymie).
Georges Valensi, né le 11 novembre 1889 à Alger et mort le 17 mars 1980 à Paris,,, est un ingénieur français en télécommunications.

## Biographie
Georges Valensi était ingénieur en chef aux PTT.

Il inventa et breveta, entre autres, en 1938 une méthode de transmission compatible des images en couleur, faisant qu'elles pouvaient être reçues à la fois sur des récepteurs couleur ou noir et blanc. Les méthodes concurrentes, en développement depuis les années 1920, étaient incompatibles avec les télévisions monochromes.
Toutes les normes actuelles de télévision couleur  - NTSC, SÉCAM, PAL et formats numériques - ont intégré son idée de transmission d'un signal composé d'une luminance et de signaux de chrominance séparés. Du fait que son invention fut à la source de l'introduction de la télévision en couleur sur une longue période, son brevet fut prolongé exceptionnellement jusqu'en 1971.
Il fut secrétaire général du CCIF - International Telephone Consultative Committe (organisme international chargé de la standardisation) de 1924 à 1948, puis son directeur jusqu'en 1956.
Georges Valensi a déposé plus de trente brevets majeurs durant sa carrière.